# Климантино (Рязанская область)
Климантино — деревня в Рязанском районе Рязанской области. Входит в Окское сельское поселение.

## География
Находится в центральной части Рязанской области на расстоянии приблизительно 23 км на юг-юго-восток по прямой от вокзала станции Рязань I.

## История
Деревня отмечена была уже на карте 1850 года как поселение с 8 дворами. В 1859 году здесь (тогда территория Рязанского уезда Рязанской губернии) было учтено 8 дворов, в 1897 — 23.

## Население
Численность населения: 173 человека (1859 год), 210 (1897), 12 в 2002 году (русские 92 %), 8 в 2010.